# Mimetus haynesi
Espèce
Mimetus haynesi est une espèce d'araignées aranéomorphes de la famille des Mimetidae.

## Distribution
Cette espèce est endémique du Texas aux États-Unis.

## Description
Le mâle holotype mesure 3,90 mm.

## Publication originale
- Gertsch & Mulaik, 1940 : The spiders of Texas. I. Bulletin of the American Museum of Natural History, no 77, p. 307-340 (texte intégral).